# M192輕型地面槍架
M192輕型地面槍架（英語：M192 Lightweight Ground Mount）是為美军机枪而設計的新型三腳式槍架。它是由Capco公司根據皮卡汀尼兵工廠的合同而設計和研發，用以取代M122三腳架。美国陆军將這款三腳架冠名為2005年十大發明之一。它的設計用於讓M249（FN Minimi）、M240B和M240L（FN MAG）架設於其以上。
M192目前由田納西州埃斯蒂爾斯普林斯的環球科技公司所生產。

## 設計
| 狀態 | 折疊                 | 展開                 |
| ---- | -------------------- | -------------------- |
| 長度 | 610毫米（24.02英吋） | 810毫米（31.89英吋） |
| 闊度 | 290毫米（11.42英吋） |                      |
| 高度 | 260毫米（10.24英吋） | 260毫米（10.24英吋） |

| 狀態     | 自由位置 | 橫誇式上下調整機構 |
| -------- | -------- | ------------------ |
| 仰角     | 21°      | 13°                |
| 俯角     | 28°      | 12°                |
| 旋轉角度 | 360°     | 51°                |

M192重量為11.5磅（5.22千克），比其前身減輕了6.5磅（2.95千克）。與M122不同在於，向着後方（即射手）方向的兩條支架可各自獨立運動並且摺疊到前方位置。由於這種設計，不需要與兩條後支架連接的鎖定桿。
此外，M192還具有整體式橫誇式上下調整機構（英文：traversing and elevating，簡稱：T&E）。 M192並不採用M122的棘輪螺絲操作方式與鎖定橫桿，而是利用一對槓桿來以解脫機槍的位置。槓桿的設計可讓機槍手進行“大調”或“微調”，具體取決於機槍手所採用的壓力。
由於其重量較輕便和不同的配置，據稱機槍小隊人員可比M122更迅速快捷地架設M192。

## 用法
M192於2005年開始部署，亦是是快速防禦計劃當中的一部分。

## 資料來源
1. 1 2  Picatinny. Picatinny recognized among Army’s top ten inventors of the year （页面存档备份，存于）, 2006-05-23. Retrieved on 2009-08-18.

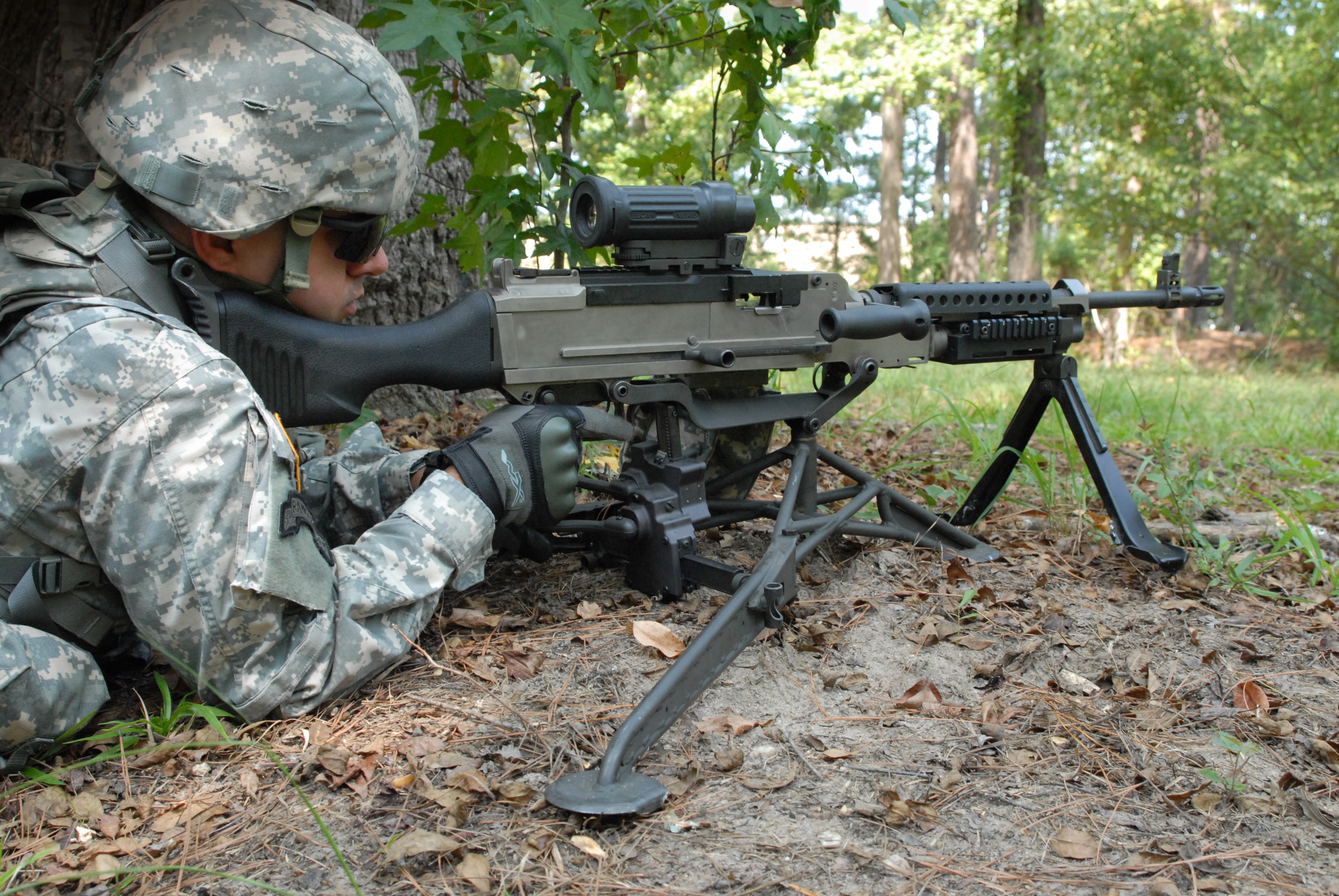
架設於M192輕型地面槍架以上的M240E6（重量減輕計劃）通用機槍。

2. ↑  $43.9M Contract for M192 Lightweight MG Ground Mounts （页面存档备份，存于） (электронный ресурс) / September 7, 2006 05:13 UTC by Defense Industry Daily
3. 1 2 3   (PDF). peosoldier.army.mil.   [2010-06-15] （英语）.[永久]
4. 1 2 3  . rdl.train.army.mil.   [2010-06-10]. （原始内容存档于2011-07-20） （英语）.
5. ↑  Department of the Army. 10--M192 Light Weight Ground Mount （页面存档备份，存于） 2009-02-25. Retrieved 2009-08-18.
6. ↑  Fuller, Peter N.; Douglas A. Tamilio.  (PDF). PEO Soldier. United States Army. 18 May 2010  [28 October 2010]. （原始内容 (PDF)存档于2011-11-14）.
7. 1 2  Department of the Army. FM 3-22.68, Appendix C. M192 Lightweight Ground Mount （页面存档备份，存于）

## 外部連接
- （英文）—Capco, Incorporated web site（页面存档备份，存于）
- （英文）—Auto Weapons.com—M192 Tripod（页面存档备份，存于）